# زرله گب
زرله‌گب (به زبان کوتی: 𒍝𒊏𒀖𒄖) یکی از آخرین پادشاهان کوتیان بود که در اواخر حکومت این سلسله بر مناطق زاگرس و بخش‌هایی از میانرودان فرمانروایی می‌کرد. نام او در فهرست شاهان کوتی ذکر شده است.

## دوران حکومت
بر اساس تحقیقات جورج روکس در کتاب Ancient Iraq، زرله‌گب در دوره‌ای حساس حکومت می‌کرد که قدرت کوتیان به شدت کاهش یافته بود و با شورش‌های متعدد در مناطق تحت کنترل خود روبرو بودند.

## چالش‌های سیاسی
دی.تی. پاتس اشاره می‌کند که در این دوره:
- فشار امپراتوری اکد بر مناطق تحت کنترل کوتیان افزایش یافت
- شهرهای بین النهرین به تدریج استقلال خود را بازمی‌یافتند
- قدرت مرکزی کوتیان رو به افول بود[۲]

## شواهد تاریخی
اطلاعات درباره زرله‌گب عمدتاً از این منابع به دست آمده:
- فهرست شاهان کوتی
- کتیبه‌های اکدی مربوط به دوره اور سوم
- برخی مهرهای اداری یافت شده در مناطق زاگرس